# Royal Scottish National Orchestra
La Royal Scottish National Orchestra (RSNO) è l'orchestra sinfonica nazionale della Scozia. Con sede a Glasgow, gli 89 musicisti professionisti che la compongono si esibiscono anche a a Edimburgo, Aberdeen e Dundee oltre che all'estero. Costituita nel 1843 per accompagnare la Glasgow Choral Union (oggi nota come RSNO Chorus) e riconosciuta formalmente nel 1891 come Scottish Orchestra, si è esibita a tempo pieno dal 1950, quando venne chiamata Scottish National Orchestra. È stata insignita del patronato reale nel 1991. Subito dopo ha preso il nome di Royal Scottish Orchestra prima di passare a quello attuale.

## Storia
Sotto il suo primo direttore e più longevo direttore, lo scozzese Alexander Gibson, l'orchestra iniziò a sviluppare un profilo internazionale. In linea con la specializzazione di Gibson, l'orchestra iniziò ad essere conosciuta per l'esecuzione di musiche di compositori scandinavi, in particolare Jean Sibelius e Carl Nielsen. Ciò si andò consolidando sotto la direzione di Neeme Järvi, che guidò l'orchestra nell'esezione delle opere complete di Gustav Mahler. Il secondo direttore scozzese dell'orchestra, Bryden Thomson, mantenne la specializzazione eseguendo il ciclo delle sinfonie di Nielsen.
La RSNO si esibisce alla Henry Wood Hall di Glasgow utilizzata anche per le registrazioni discografiche. Una nuova sede è stata realizzata alla Royal Concert Hall, Buchanan Street. La RSNO si esibisce in tutta la Scozia, alla Glasgow Royal Concert Hall, alla Usher Hall (Edimburgo), alla Caird Hall (Dundee), alla Aberdeen Music Hall, alla Perth Concert Hall a all'Eden Court Inverness.
L'orchestra ha avuto un contratto di lunga data con la Chandos Records negli anni 1980 e 1990, che è stato recentemente rinnovato. Oggi incide prevalentemente per la Naxos Records, in particolare il ciclo delle sinfonie di Anton Bruckner con Georg Tintner, e il ciclo delle sinfonie di Arnold Bax con David Lloyd-Jones, oltre a diverse opere di autori americani (compresa l'opera omnia di Samuel Barber) dirette da Marin Alsop, che è stato il direttore ospite principale della RSNO dal 2000 al 2003. Nel maggio 2007, la RSNO ha fatto la sua prima registrazione con Stéphane Denève, di musiche di Albert Roussel, per la Naxos. La prima registrazione ha ottenuto ile Diapason d'Or dell'anno per la musica sinfonica. Il secondo album della serie è stato realizzato nel 2008.
La RSNO è coadiuvata dal Coro RSNO. Il Coro RSNO si è sviluppato dal coro costituito nel 1843 per eseguire l'intero Messiah di Händel in Scozia, nell'aprile del 1844. Il coro si esibisce con l'orchestra durante l'intero anno, a Glasgow, Edimburgo, Aberdeen e Dundee. Oltre alle esibizioni con la RSNO, il coro opera indipendentemente in tutto il mondo. L'attuale direttore del coro è Timothy Dean, dal 2006.
Il direttore musicale della RSNO dal 2005 al 2012 è stato Stéphane Denève. Nell'aprile 2007 il suo contratto venne esteso al 2011, e nel marzo 2010, esteso per un altro anno alla stagione 2011-2012, dopo la quale si concluse. Nel gennaio 2011, la RSNO annunciò di aver affidato la direzione a Peter Oundjian per la stagione 2012–2013, con un contratto iniziale di quattro anni. Fra i direttori ospiti principali vi è stato, oltre ad Alsop, Garry Walker (2003–2007). Nell'ottobre 2011, Thomas Søndergård è stato nominato nuovo direttore ospite principale della RSNOper la stagione 2012–2013, con un programma iniziale di tre anni con tre concerti per anno. L'attuale direttore assistente della RSNO è Christian Kluxen, dal settembre 2010.
Nell'aprile 2007, l'orchestra è diventata una delle cinque compagini nazionali teatrali, sostenuta direttamente dal Governo Scozzese (precedentemente era finanziata dallo Scottish Arts Council). L'attuale presidente dell'orchestra è Michael (Mick) Elliott.

## Direttori principali
| - George Henschel (1893–1895) - Willem Kes (1895–1898) - Max Bruch (1898–1900) - Frederic Cowen (1900–1910) - Emil Młynarski (1910–1916) - Landon Ronald (1916–1920) - Václav Talich (1926–1927) | - Vladimir Golschmann (1928–1930) - John Barbirolli (1933–1936) - George Szell (1937–1939) - Warwick Braithwaite (1940–1946) - Walter Susskind (1946–1952) - Karl Rankl (1952–1957) - Hans Swarowsky (1957–1959) | - Alexander Gibson (1959–1984) - Neeme Järvi (1984–1988) - Bryden Thomson (1988–1990) - Walter Weller (1991–1996) - Alexander Lazarev (1997–2005) - Stéphane Denève (2005–2012) - Peter Oundjian (2012 – in attività) |